# Urolophus lobatus
Urolophus lobatus är en rockeart som beskrevs av McKay 1966. Urolophus lobatus ingår i släktet Urolophus och familjen Urolophidae. IUCN kategoriserar arten globalt som livskraftig. Inga underarter finns listade i Catalogue of Life.